# Dalrympelea stipulacea
Dalrympelea stipulacea är en pimpernötsväxtart som först beskrevs av B.L.Linden, och fick sitt nu gällande namn av Nor-ezzaw.. Dalrympelea stipulacea ingår i släktet Dalrympelea, och familjen pimpernötsväxter. Inga underarter finns listade i Catalogue of Life.